# 2022~2023년 영국 철도 파업
2022~2023년 영국 철도 파업은 영국의 산업 분쟁으로, 6월 21일 전국철도해양운수노동조합(RMT) 회원들이 임금 문제와 열차에서 경비원 해임, 매표소 수 축소, 그리고 사람들이 젊은이와 노인 카드를 청구할 수 있는 연령의 증가와 정리해고의 위협 등으로 일어났다. 파업은 RMT와 여러 철도 회사 간의 논의가 결렬된 후 발생했으며 네트워크 레일의 약 40,000명의 철도 노동자와 13개의 철도 운영자가 참여했다. 그들은 또한 6월 21일 24시간 파업을 벌인 런던 지하철의 직원들과 합류했다. 중단은 파업에 참여하지 않은 스코틀랜드와 웨일스의 주요 열차 운영자 직원과 함께 영국의 전체 철도 네트워크에 영향을 미쳤으며 열차가 네트워크 레일에서 작동할 수 없었기 때문에 중단되었다.
RMT 조합원들은 7% 임금 인상 요구가 3% 제안에 찬성하여 거부된 후 파업에 투표했으며 초기 3일간의 쟁의 행위는 6월 21일, 23일, 25일에 예정되어 있으며 7월에 추가 혼란이 발생한다. 그리고 8월, 그리고 그 다음 가을과 겨울. 그들은 이후 다른 철도 조합원들과 합류했으며, ASLEF(Associated Society of Locomotive Engineers and Firemen) 및 TSSA(Transport Salaried Staffs' Association )가 파업 조치에 투표했다. 9월 8일 엘리자베스 2세 여왕이 사망함에 따라 9월에 계획된 파업이 중단되었다.
RMT 노조는 네트워크 레일이 급여 제안에 대한 추가 개선을 거부했으며 파업 조치가 철회되지 않으면 정리해고 및 급여에 대한 위협을 가했다고 주장했다. 이 조치는 2022년 여름 동안 산업 불안을 경험할 여러 산업 중 하나인 철도와 함께 영국의 생활비 위기를 배경으로 이루어졌다. 이로 인해 광범위한 산업 불안과 관련된 "불만의 여름"에 대한 언론의 추측이 이어졌다.
이번 파업은 잉글랜드, 스코틀랜드, 웨일스 전역의 철도 서비스의 80%에 영향을 미쳤으며, 주로 간선과 도시 철도로 운행이 제한되었다. 사람들은 파업일에 필수 이동 수단만 기차로 이동하도록 권고받았고, 많은 통근자들은 COVID-19 대유행 동안 그랬던 것처럼 재택근무를 선택했다. 영국 정부는 파견근로자가 파업 직원을 교체하는 데 사용되는 것을 금지하는 법안을 폐지하여 파업 중 "최소 서비스 수준"을 보장하는 법을 변경할 계획을 발표했으며, 7월 11일 하원은 고용 기관 및 고용 사업체의 행동을 승인했다.